# Korri Elio Corradini
Pour les articles homonymes, voir Elio (homonymie).
Korri Elio Corradini (né en 1912 à San Benedetto Po, province de Mantoue, en Lombardie et mort le 17 mars 1999 à Parme) est un peintre italien.

## Biographie
Elio Corradini, fils d'Umberto, fermier et de Zelinda Mondori, couturière, emménagea à Parme en 1922, avec son frère Elleno et sa sœur Angiolina.
La famille habitait à Martirano quand il fut employé par sa ville comme architecte, mais de retour du front, comme de nombreux Italiens[réf. nécessaire], il renonça à sa carrière et préféra se lancer dans l'enseignement.
Elio Corradini est diplômé de l'Institut d'art « Paolo Toschi » de Parme, de l'Académie des beaux-arts de Bologne où il suivra les cours de Guidi et Giorgio Morandi et il  obtiendra par la suite un certificat d'aptitude à l'enseignement à Milan. 
À la fin de ses études, Korri enseigna à Soresina et à Rondani, situé près de Parme, puis dans une université où il enseigna à des personnes âgées. 
Au cours de sa vie, il a exposé ses œuvres à Parme, Livourne, Soresina, et San Benedetto Po et participé à de nombreuses expositions collectives.
Corradini est mort le 17 mars 1999 dans la maison de repos intitulée Padre Lino, Boulevard Caprera à Parme, avec le rêve d'un grand projet, celui d'un musée qui serait un centre culturel actif où pouvoir conserver ses œuvres.

## Parcours artistique

### Technique
Après une période dominée par les peintures à l'huile sur des toiles de grandes dimensions, Corradini se tourne vers les dessins à l'encre, pour finalement aborder la technique de la céramique.

### Thématiques
La figure humaine est son obsession, les couleurs sont vives et paraissent souvent artificielles, surnaturelles. Ses œuvres sont, la plupart du temps, inspirées de sujets au caractère populaire, traités avec un réalisme de style néo-expressionniste, proche de ce réalisme social qui pendant l'après-guerre couvrait de sujets d'actualité avec une attitude vivement critique. Corradini se caractérise par une peinture allégorique et épique qui s'inspire clairement de grands maîtres tels que Picasso et Guttuso. Dans les années 1970, il se consacre à la céramique et continue à réaliser des œuvres de grandes dimensions telles que les barricades de Parme, faisant référence à l'épisode le plus notoire de la résistance parmesane « avant la lettre », en 1922.

### Le Pseudonyme
L'artiste aimait signer ses œuvres du pseudonyme « Korri », en hommage à la période où il était partisan.

## Historique
- 1949 :  Parme, « Journal d’Emilia », premier prix du noir et blanc, médaille d’argent

- 1953 :  
  - Fontanellato, « Forteresse de Fontanellato », premier prix
  - Sant'andrea Bagnis, « S. Andrea Banjos » remporta un prix

- 1954 :  
  - Premier prix « Maison de la Culture » à Livourne
  - Participe au Prix Suzzara «  Travail et travailleurs dans l'art » et le premier prix lui est décerné pour les couleurs noir et blanc
  - À Colorno premier prix de la peinture
  - À Fontanellato, « Forteresse de Fontanellato » il obtient la médaille d’argent

- 1955 :  
  - À Ferrare, « Exposition nationale de la Résistance » premier prix pour la peinture en noir et blanc
  - « Les filles de Noceto », quatrième prix à l'exposition national sur le portrait
  - Marine de Ravenne « Exposition nationale improvisée », remporta un prix

- 1956 :  
  - Établissement Salsomaggiore Terme, second prix
  - Second prix à l’exposition de la Galerie du Théâtre de Parme.

- 1957 :  Troisième prix « Cercle de culture » de San Benedetto Po.

- 1959 :  
  - Exposition « Félin », premier prix.
  - Rome, exposition nationale du Ministère des Finances, médaille d'argent.
  - Caserte, Exposition nationale centenaire d’Italie, Médaille d'argent.

- 1960 :  
  - Carrare, Exposition nationale « Triglia d’oro Marina di Carrara », prix venant de la Chambre de Commerce.
  - Exposition « Félin » premier prix pour le noir et blanc.
  - Gonzaga (Mantoue), « Foire de Gonzaga », troisième prix.
  - Albano Laziale (Rome), exposition nationale, médaille d'argent.

- 1961 :  
  - Exposition « Félin », premier prix
  - Exposition « San Secondo Parmense », deuxième prix ex æquo.

- 1962 :  
  - Parme, second prix de l’exposition nationale « valle del Taro »
  - Fornovo Taro, prix « Fornovo », prix venant de la société pétrolifère Italienne.
  - Correggio, Hôtel de ville, prix de la meilleure peinture.

- 1963 :  
  - Imperia, premier prix du noir et blanc à l’exposition nationale de peinture en noir et blanc.
  - Fornovo di Taro, exposition, « Fornovo » Second prix

- 1964 :  
  - Gardone Riviera, Médaille d’or au concours national de peinture improvisée.
- Sala Baganza, exposition nationale du noir et blanc « Flûte d'or ».
  - Noceto, concours « la belle Emiliana et ses peintres », second prix.
  - Exposition « Félin », premier prix
  - Reggio d'Émilie, exposition nationale sur la caricature et sur les costumes « Scalarini », médaille d’argent.
  - Maranello, exposition « la belle Emiliana et ses peintres », primé.
  - Milan et Côme, exposition graphique, organisé  par la galerie Verritrè.
  - Invité pour ses trois œuvres en noir et blanc à l’exposition de Ljubljana pour le jumelage avec Parme.

- 1965 :  
  - Prix national de la peinture « città di Imperia ».
  - Concours « peinture improvisée de la belle Emiliana et ses peintres », parc de la Forteresse.
  - Second prix national « Scalarini », médaille d’argent.

Korri a participé en outre à d’autres expositions telles que : « le concours national du portrait à Rovigo » ; le premier prix « d’art figuratif du Titan », à Saint-Marin. Pendant plusieurs années, il a participé aux expositions inter-régional de Crémone (1957, 1962, 1963, 1964).
Il gagna le prix national de peinture à Casalmaggiore ;  en 1957, 1960 ; Il remporta le prix national dans la ville du drapeau tricolore, à Reggio d'Émilie, en 1957, 1959, 1961, 1964 ; et à la biennale de la commune de Parme en 1958, 1961.
Il participa à l’exposition nationale d'art contemporain dans la ville de Termoli ; « Salon international de peinture et de sculptures », Bruxelles, 1959 ; il est récompensé du prix national à Marzabotto pour la Résistance et du prix national « Lieux de Verdi» à Bussetto.
- 1967 :  Troisième prix national du dessin politique satirique « Scalarini », Reggio d'Émilie.

- 1968 :  « Douze artistes de Parme », galerie du Carré de Parme.

- 1969 :  Quatrième prix national du dessin politique satirique « Scalarini », Reggio d'Émilie.

- 1978 :  Exposition « travaux artistiques de peintres et sculpteurs de Parme », galerie du Théâtre de la Commune de Parme.

- 1981 :  Colorno: l’association des Artistes de Parme présente ses œuvres dans le prestigieux Palais ducal de Colorno.

- 1982 :  Parme, « Hommage au centenaire Garibaldi », Festival provincial de « L’Avanti », association des Artistes de Parme.

- 1983 :  
  - « Parme, les Barricades 1922-1982 », Palazzetto Eucherio Sanvitale du parc Ducal de Parme.
  - Parme, « Hommage à Silone », Centre Études « Ignace Silone », association des Artistes de Parme, dans les locaux de San Paolo.

- 1984 :  
  - Parme ; « Art et sport », Association des Artistes de Parme, au sporting club Baccanelli.
  - « Lieux de Verdi », association des Artistes de Parme, commune de Busseto, au Ridotto du Théâtre Verdi de Busseto (Parme).

- 1985 :  Parme; « Année Européenne de la musique », création d’une céramique des « Bacco musicante », dans les cloîtres du conservatoire de musique « Arrigo Boito », association des Artistes de Parme.

- 1986 :  « Art et Nourriture », galerie « La Cornice » de Manini, association des artistes de Parme en collaboration avec « Cibus », organisme des foires de Parme.

- 1987 :  Exposition annuelle par l'association des artistes de Parme, Show-room par Gianni Dupé « Arredamenti » et par Baganzolino.

- 1989 :  Exposition sur les paysages, Association des artistes, à la Galerie Jordaniennes de Parme.

- 1990 :  « Les Bénédictins à Parme », monastère des Pères Bénédictins, association des artistes de Parme, Cloîtres de San Giovanni evangelista (étude sur les vitraux, encres colorées sur papier pour scénographie).

- 1999 :  « Anni difficili, l’art de Parme entre deux idéologies », commune de Parme, galerie Mazzocchi.